# Pyrinia phoebeata
Pyrinia phoebeata är en fjärilsart som beskrevs av Achille Guenée 1858. Pyrinia phoebeata ingår i släktet Pyrinia och familjen mätare. Inga underarter finns listade.